# Sisowath af Cambodja
Sisowath (7. september 1840 – 9. august 1927) var konge af Cambodja fra 27. april 1904 til 9. august 1927.
Sisowath var søn af kong Ang Duong og halvbror til kong Norodom. Cambodja blev et fransk protektorat i 1863 og prins Sisowath besteg tronen med fransk støtte i 1904.